# وسام الحرية

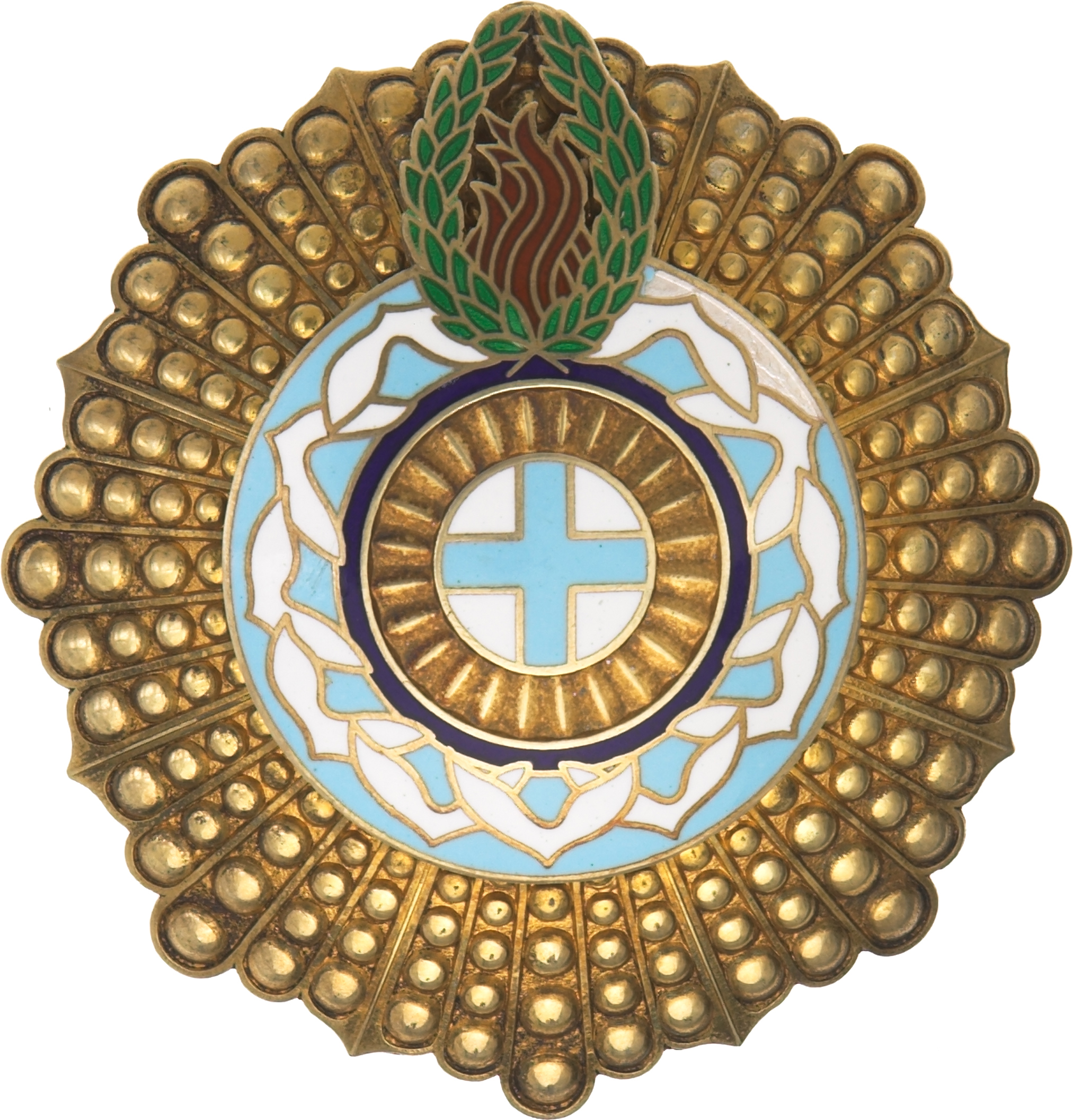

وسام الحرية (بالبرتغالية: Ordem da Liberdade) هو وسام تشريف مدني برتغالي يميز الخدمات ذات الصلة بقضايا الديمقراطية والحرية التي تدافع عن قيم الحضارة الإنسانية وكرامتها. وتم تأسيس الوسام عام 1976 بعد ثورة القرنفل عام 1974 والتي تم فيها الإطاحة بنظام إستادو نوفو الاستبدادي بقيادة أنطونيو دي أوليفيرا سالازار ومارسيلو كايتانو. ويحق أيضًا أن يمنح رئيس البرتغال وسام الياقة الكبرى لرؤساء دول سابقين وآخرين ممن تكون أعمالهم ذات طبيعة مميزة ولها صلة خاصة بالبرتغال والتي تجعلها تستحق مثل هذا التمييز. ويمكن أن يشمل ذلك الأعمال السياسية، وحركات الدفاع عن البرتغال، أو تمثيل للبرتغال الممتاز في البلدان الأخرى.
| سلسلة وسام الحرية |

## المرتبات
```
لوسام الحرية ست مرتبات ؛ مرتبة ترتيبًا تنازليًا من حيث الأقدمية، وهي: 
[
3
]
```

| صورة شريط الوسام | اسم المرتبة                                              |
| ---------------- | -------------------------------------------------------- |
|                  | وسام الحرية - الياقة الكبرى (جراند كولار - GColL)        |
|                  | وسام الحرية - الصليب الأكبر (قرا كروز - GCL)             |
|                  | وسام الحرية - ضابط كبير (غراندي -اوفشال- جول)            |
|                  | وسام الحرية - القائد (كومندادور - ComL)                  |
|                  | وسام الحرية - ضابط (اوفيشال - رأ)                        |
|                  | وسام الحرية - فارس / فارسة (كافاليرو - CvL / Dama - DmL) |

ومثل الأوسمة البرتغالية الأخرى يمكن منح لقب العضو الفخري (ميمبرو هوناريو ) للمؤسسات والسكان المحليين.

## قائمة الحاصلين على وسام الياقة الكبرى للحرية
- فرانسوا ميتران ، الرئيس السابق للجمهورية الفرنسية (1987-10-28).
- خوان كارلوس الأول ، ملك إسبانيا (1988-10-13).
- فاتسلاف هافيل ، الرئيس السابق لجمهورية التشيك (20 فبراير 1991).

- أنطونيو ماسكارينهاس مونتيرو ، الرئيس السابق لجمهورية كابو فيردي أو الرأس الأخضر (1992-04-15).
- ميغيل تروفوادا ، الرئيس السابق لجمهورية ساو تومي وبرينسيبي الديمقراطية (1992-12-23).
- باتريسيو أيلوين ، الرئيس السابق لجمهورية تشيلي (1993-04-27).
- ليخ فاونسا ، الرئيس السابق لجمهورية بولندا (1993-08-18).
- فيرناندو أنريك كاردوسو ، الرئيس السابق لجمهورية البرازيل (1996-03-08).
- ماريو سواريز ، رئيس الوزراء الأسبق ورئيس الجمهورية البرتغالية (29 أغسطس 1996).
- لويس إيناسيو لولا دا سيلفا ، الرئيس السابق لجمهورية البرازيل (2003-10-17).
- كوفي أنان ، الأمين العام السابق للأمم المتحدة (2005-10-11).
- أنطونيو غوتيريش ، الأمين العام الحالي للأمم المتحدة (2016/02/02).
- خورخي كارلوس فونسيكا ، الرئيس الحالي لجمهورية كابو فيردي أو الرأس الأخضر(10 أبريل 2017)
- هنري ، دوق لوكسمبورغ الأكبر (23 مايو 2017).[4]
- خوان مانويل سانتوس ، رئيس كولومبيا السابق (2017-11-13)
- سيرجيو ماتاريلا ، رئيس جمهورية إيطاليا (2017-12-06)
- ملك إسبانيا فيليب السادس (15 أبريل 2018)

## روابط خارجية
قائمة وسام الياقة الكبرى للحرية
- الموقع الرسمي